# Vicente Grau
Óscar Vicente Grau Jordà es un ciclista profesional español. Nació el 22 de junio de 1979 en Oliva.
Debutó como profesional en 2006, con el equipo Viña Magna-Cropu. Tras una temporada volvió al campo amateur, hasta 2010, cuando volvió al profesionalismo de la mano del mismo equipo, esta vez con la denominación de Burgos 2016-Castilla y León.d

## Palmarés
2006
- 2 etapas de la Vuelta a la Comunidad de Madrid
- 1 etapa de la Vuelta a Asturias

## Equipos
- Viña Magna-Cropu (2006)
- Burgos 2016-Castilla y León (2010-2011)